# Joyce Maynard
Œuvres principales
- Long Week-end (2009)

Daphne Joyce Maynard, née le 5 novembre 1953 à Durham au New Hampshire, est une écrivain américaine, autrice de nombreux romans et essais.

## Biographie
Collaboratrice de multiples journaux, magazines et radios, Joyce Maynard est aussi l’auteure de plusieurs romans, Long week-end, Les Filles de l’ouragan, L'homme de la montagne et d’une remarquable autobiographie, Et devant moi, le monde (tous publiés chez Philippe Rey). Mère de trois enfants, elle partage son temps entre la Californie et le Guatemala.
Son parcours d'écrivain commence véritablement en avril 1972. Elle est alors étudiante à  l'université Yale, lorsque le prestigieux New York Times Magazine publie son article intitulé  Une fille de dix-huit ans se retourne sur sa vie.
À la suite de cet article, elle commence une correspondance abondante avec J. D. Salinger, puis commence une relation amoureuse avec lui, relation qui la marquera profondément. En 1998, elle l'évoquera dans son récit autobiographique Et devant moi, le monde avec beaucoup de retenue. Elle aura le courage d'y déboulonner le mythe Salinger, et d'exposer les conséquences dévastatrices que cette relation a eu sur sa vie. En 1999, une controverse naît lorsque Joyce Maynard se sépare des lettres de Salinger qui lui étaient destinées, arguant du fait qu'elle s'était sentie « exploitée » durant leur relation et de la cruauté de leur rupture. L’informaticien Peter Norton achète les lettres pour la somme de 156 000 $ et annonce son intention de les rendre à Salinger. 
En 1992, paraît son roman Prête à tout (To Die For)  qui connaîtra un grand succès. Il sera adapté au cinéma par Gus Van Sant en 1995 dans le film du même nom. Elle y met en scène l'affaire Pamela Smart (en), jeune femme qui avait séduit un adolescent de 15 ans afin qu'il assassine son mari. Vingt ans après sa première traduction française, l'ouvrage est réédité en 2015 aux éditions Philippe Rey.
Plus récemment en 2009, un autre de ses romans connaît un grand succès, Long Week-end (Labor Day). Il est adapté au cinéma aux États-Unis en 2013 par Jason Reitman sous le titre Last Days of Summer.
Elle est la mère de l'acteur  Wilson Bethel (vu entre autres dans la série Hart of Dixie dans le rôle de Wade).

## Œuvre
- Back in the Sixties, 1971
  - Une adolescence américaine, trad. Simone Arous, Paris, Éditions Philippe Rey, coll. « Romans étrangers », 2013  (ISBN 978-2-84876-298-2), 192 p.
- Baby Love, 1981
  - Baby Love, trad. Mimi Perrin, Paris, Éditions Denoël, coll. « Romans traduits », 1983  (ISBN 2-207-22880-0), 282 p.
- To Die For, 1992
  - Prête à tout, trad. Jean Esch, Pocket, 1995  (ISBN 2-266-06203-4) ; rééd. éditions Philippe Rey, 2015  (ISBN 978-2-84876-463-4), 339 p.[présentation en ligne]
- At Home in the World: a Memoir, 1998
  - Et devant moi, le monde, trad. Pascale Haas, Paris, Éditions Philippe Rey, coll. « Romans étrangers », 2010  (ISBN 978-2-84876-178-7), 462 p.
- The Usual Rules, 2003
  - Les Règles d'usage, trad. Isabelle D. Philippe, Paris, Éditions Philippe Rey, coll. « Romans étrangers », 2016  (ISBN 978-2-8487-6535-8), 480 p.[7]
- Labor day, 2009
  - Long Week-end, trad. Françoise Adelstain, Paris, Éditions Philippe Rey, coll. « Romans étrangers »,  (ISBN 978-2-84876-155-8), 285 p.
- The Good Daughters, 2010
  - Les Filles de l'ouragan, trad. Simone Arous, Paris, Éditions Philippe Rey, coll. « Romans étrangers », 2012, 330 p.  (ISBN 978-2-84876-199-2)[8]
- After Her, 2013
  - L’Homme de la montagne, trad. de Françoise Adelstain, Paris, Éditions Philippe Rey, coll. « Romans étrangers », 2014, 319 p.  (ISBN 978-2-84876-414-6)[9]
- Under the Influence, 2016
  - De si bons amis, trad. Françoise Adelstain, Paris, 10-18, no 5510, 2020  (ISBN 978-2-264-07081-4), 358 p.
- The Best of Us: A Memoir, 2017
  - Un jour, tu raconteras cette histoire, trad. Florence Lévy-Paoloni, Paris, Éditions Philippe Rey, coll. « Littérature étrangère », 2017  (ISBN 978-2-8487-6609-6), 432 p.
- Count the Ways, 2021
  - Où vivaient les gens heureux, trad. Florence Lévy-Paoloni, Paris, Éditions Philippe Rey, coll. « Romans étrangers », 2021  (ISBN 978-2-84876-888-5), 560 p.

Grand prix de l'héroïne Madame Figaro étranger 2022
- The Bird Hotel, 2023
  - L'hôtel des oiseaux, trad. Florence Lévy-Paoloni, Paris, Éditions Philippe Rey, coll. « Roman étranger », 2023  (ISBN 978-2-38482-031-3), 526 p.

## Adaptations de son œuvre au cinéma
- 1995 : Prête à tout, film britannico-américain de Gus Van Sant, d'après l'ouvrage éponyme (To Die For (1992))
- 2013 : Last Days of Summer, film américain de Jason Reitman, d'après le roman Long Week-end (Labor Day  (2009)).